# Römische Kunst

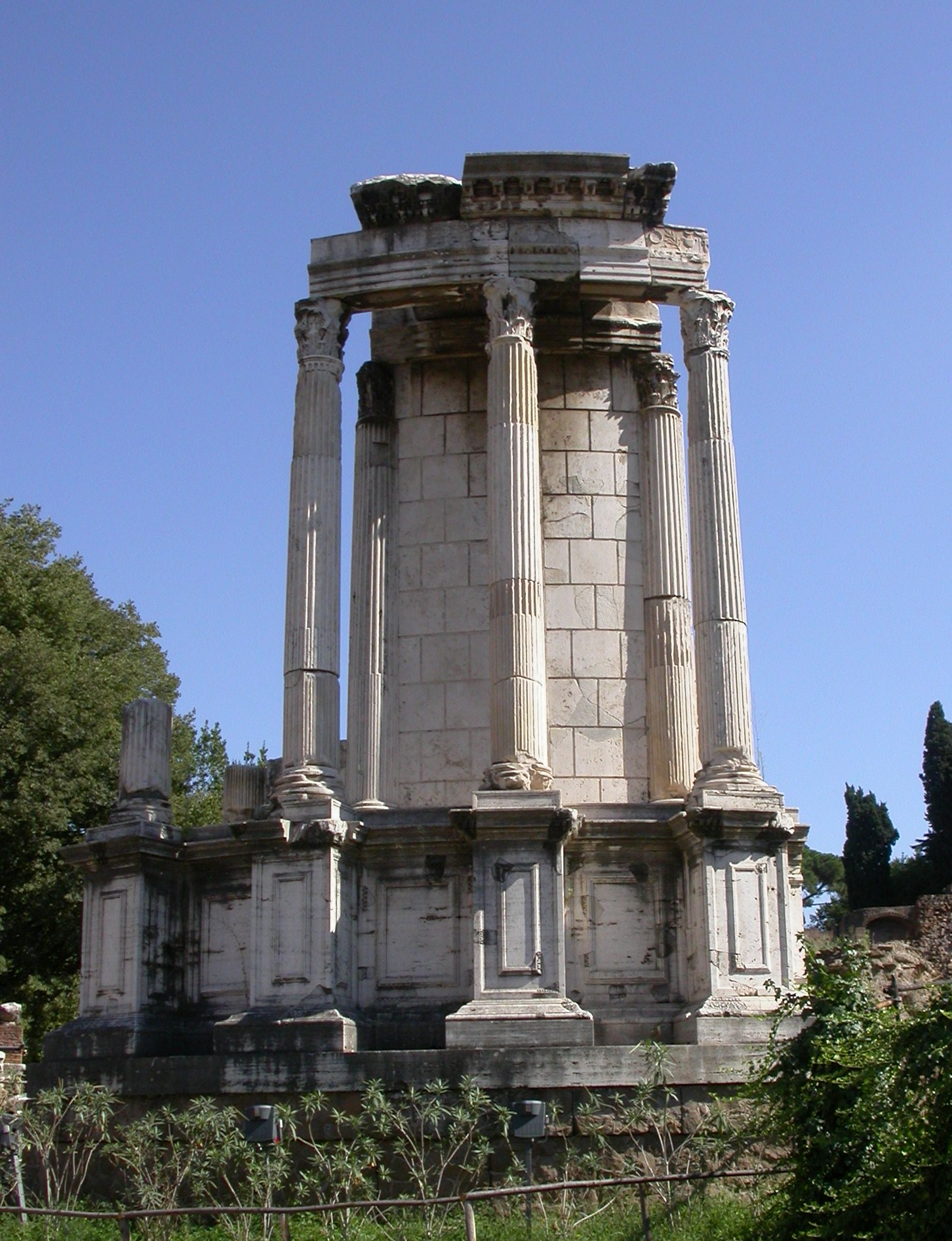
Reste des Tempels der Vesta am Forum Romanum

Die römische Kunst ist eine besondere, von den Römern geschaffene, schließlich eigenständige, künstlerische Ausdrucksweise, die zunächst aus der Assimilation vieler Kunstformen anderer Völker rund um das Mittelmeer entstanden ist. Sie hatte ihren Höhepunkt von der Zeit um Christi Geburt bis 400 Jahre danach.

## Ursprung
Die römische Kunst entstand auf der Grundlage der bodenständigen Kultur der Bewohner des westlichen Mittelmeerraumes, der eher kunstarmen und nüchternen Kultur der (indogermanischen) Italiker, die im 2. Jahrtausend v. Chr. eingewandert waren und schließlich der Etrusker, deren Kultur von den Griechen beeinflusst war und von den Römern weitgehend übernommen wurde. Als Vorbilder für alle Bereiche der römischen Kunst dienten die griechische Architektur, Malerei und Plastik.

## Architektur
Die römische Architektur erschien lange Zeit als Kopie der griechischen Architektur. Erst am Ende der Republik entwickelte sie sich eigenständig und bereicherte den römischen Mittelmeerraum um zahlreiche Bautypen:
- Thermen – Badehaus mit Kuppel über dem Wasserbecken.
- Tempel – als rechteckiger Bau eine Abart griechischer Tempel, jedoch nicht richtungslos, sondern axial ausgerichtet, mit Freitreppe und Säulenvorhalle auf der Frontseite. Rundtempel wie das Pantheon wurden in Gewölbebauweise errichtet.
- Theater – meist als Amphitheater mit Kreuzgewölben angelegt (griech. amphi = zwei).
- Triumphbogen – ein kurzes Tonnengewölbe war mit (konstruktiv unnötigen) Säulen und Architraven verkleidet.
- Basilika – sie diente als Gerichts- bzw. Markthalle und besitzt ein erhöhtes Mittelschiff mit 2 oder 4 Seitenschiffen, die durch Säulenreihen voneinander getrennt waren, sowie eine halbkreisförmige Apsis. Das basilikale System wurde später auch für Kirchenbauten verwendet.
- Ingenieurbauten – Brücken, Aquädukte (Wasserleitungen), Viadukte, Befestigungen, Straßen.

Vor allem das im 2. Jahrhundert v. Chr. eingeführte Gussmauerwerk, bei dem nur die äußeren Wandschalen gemauert waren, und der Kern mit dem sogenannten Römischen Beton, einem Gemenge von Mörtel und Bruchstein mit der lateinischen Bezeichnung opus caementitium (opus für Werk bzw. Bauwerk und caementitium für Zuschlagstoff bzw. Bruchstein) ausgegossen wurde, verschaffte der antiken Baukunst schier unbegrenzte Möglichkeiten nicht nur für Ingenieurbauten. So konnten bisher unerreichbarer Hochbau, Mehrstöckigkeit, beliebige Wandgliederungen sowie weitgespannte Tonnengewölbe und Kuppeln für große Räume ohne Innenstützen realisiert werden. Komplexe wie die Kaiserthermen (Caracalla-Thermen und Diokletiansthermen), Paläste, Villen sowie der Kuppelbau des Pantheon wären ohne diese Technik nicht denkbar. Die Verwendung von Marmor verlor aufgrund der neugewonnenen architektonischen Freiheit im Laufe der Zeit an Bedeutung. Auch Wohnhäuser (Römisches Haus, Atriumhaus, Insula, Villa rustica, Villa urbana) waren oft mit Fresken oder Figurenschmuck ausgestattet. 

### Konstruktion und Gestaltung
Von Bauwerken aus der älteren Zeit ist nur wenig bekannt. Die großen öffentlichen Bauwerke bestanden aus Quadern, die ohne Mörtelverband gefügt wurden; daneben bediente man sich für die Privathäuser einer Konstruktion aus Holz und Luftziegeln. Bis gegen Ende der Republik hielt man am Lehmziegelbau fest. An seine Stelle trat im letzten vorchristlichen Jahrhundert der Backsteinbau zusammen mit Marmor oder auch bemaltem Stuck als Wandverkleidung. Das römische Haus mit der bis dahin üblichen axialen Abfolge von Eingang, Atrium, Tablinum und umgebenden Wohnräumen wurde ab dem 1. Jahrhundert v. Chr. um griechische Peristyle, Exedren, Loggien und etliche andere Dekorationselemente (z. B. Plastiken, Brunnen, Steintische, Wandmalereien, Gartenbepflanzungen) erweitert, die – erstmals in der Antike – eine romantisch gestimmte Komposition bildeten. Bei Villen und Palästen befriedigten bauliche und optische Verbindungen in die umgebende Landschaft das Verlangen nach räumlicher Weite.
Wie in den Privathäusern, so entfaltete sich der Luxus in immer größeren Ausmaß auch in den öffentlichen Bauten. Stilistisch schloss diese Periode an die hellenistische Architektur an, jedoch freier ausgestaltet, hin zu einer eigenständigen Bogen- und Gewölbekonstruktion mit Rundbögen, etruskischen Tonnengewölben bzw. Kreuzgratgewölben sowie gewaltigen Kuppeln; die des Pantheon in Rom erreichte einen Durchmesser von 43 m. Neben den Bogen und Kuppeln behielt man wegen der dekorativen Wirkung die griechischen Säulen, Gebälke und Giebel bei, bildete jedoch das Alte um, erweiterte es und schuf ohne Rücksicht auf die stilistische Geschlossenheit neue Elemente wie zum Beispiel das Kompositkapitell. Bediente man sich bei der Konstruktion vorzugsweise etruskischer Elemente (Gewölbe), so war die das Äußere sehr von der griechischen Architektur beeinflusst. Säulen dienten oft nur als Fassadengestaltung oder als Verblendung. Die toskanische Säule war eine kürzere Form der dorischen, das Kompositkapitell vereinte korinthische und ionische Elemente. Weitere typische Kennzeichen der römischen Baukunst waren die Halbsäulen und Wandpfeiler (Pilaster), Säulenbogen und Pfeiler-Arkaden.

### Öffentliche Bauwerke und Anlagen
Augustus leitete mit der Umgestaltung des damals noch freien Campus Martius zu einer architektonischen Prachtanlage eine Periode großer Bauprojekte ein. Es folgten die Kaiserpaläste auf dem Palatin (Domus Tiberiana); Neros Name steht für die gewaltige Anlage des Goldenen Hauses und für den nach dem Brand durchgeführte Neubau der Stadt. In die Zeit von Titus fällt die Erbauung des Kolosseums, in die Domitians der Neubau des Palastkomplexes auf dem Palatin (Domus Flavia, Domus Augustana). Unter Trajan entstand das nach ihm benannte Forum mit seiner aufrecht stehenden Säule als Mittelpunkt. Hadrian schuf Anlagen in und außerhalb der Stadt, unter denen die Villa Adriana bei Tibur mit Nachahmungen berühmter griechischer und ägyptischer Gebäude, die ausgedehnteste ist. Die Bauten des Antoninus Pius und Marc Aurel schließen die Blüte der römischen Architektur ab. Jedoch auch unter den Nachfolgern hört die Baulust nicht auf, wofür die Riesenanlage der Caracalla-Thermen und andere große Bauten, namentlich in den östlichen Provinzen, Zeugnisse sind. Ab der Zeit des Diokletian behielt die römische Architektur zwar ihr technisches Niveau aufrecht, gestalterisch setzte jedoch ein Niedergang ein, der sich, wie zum Beispiel beim Konstantinsbogen, in dem zunehmenden Rückgriff auf bereits vorhandenes ausdrückte. Die gleiche Tendenz zeigt die sich entwickelnde christliche Baukunst in dieser Zeit.
Weitaus die meisten der erhaltenen Bauwerke sind Nutzbauten, in denen die römische Architektur ihre Hauptleistungen erbrachte, während der Tempelbau zurücktrat. Die Tempel sind in der Regel rechteckige Gebäude, die aus dem von Säulen umgebenen, offenen Pronaos und der geschlossenen Cella bestehen. Neben den rechteckigen gibt es auch Rundtempel (Pantheon, Vestatempel und Tempel des Hercules Victor in Rom, Vestatempel in der Stadt Tivoli). Nur Hadrians Tempel der Venus und der Roma an der Via Sacra in Rom zeigt äußerlich die Form eines griechischen richtungslosen Baus mit Ringhalle und mehrstufig umlaufendem Unterbau. Der römische Tempel ist dagegen eindeutig axial ausgerichtet. An der Frontseite führt eine breite Freitreppe auf ein Podium mit einer Säulenvorhalle; dahinter befindet sich die nur nach vorn geöffnete Cella. An den Flanken und der Rückseite des Tempels gab es meist nur Halbsäulen. Die Formen und Verhältnisse des Bauwerkes orientieren sich an der Wahl der Säulenordnung (dorisch-toskanisch, ionisch, korinthisch). Am häufigsten wurde die Korinthische Ordnung verwendet, deren künstlerische Ausgestaltung sich an Beispielen aus verschiedensten Zeiten (Mars-Ultor-Tempel, Säulen vom Aedes Castoris und vom Tempel des Vespasian und des Titus am Forum Romanum, Tempel des Antoninus Pius und der Faustina u. a.) studieren lässt. Für den Gesamteindruck des Ganzen war das reiche, in Marmor, Granit oder bemaltem Stuck gestaltete Äußere und Innere von ausschlaggebender Bedeutung.

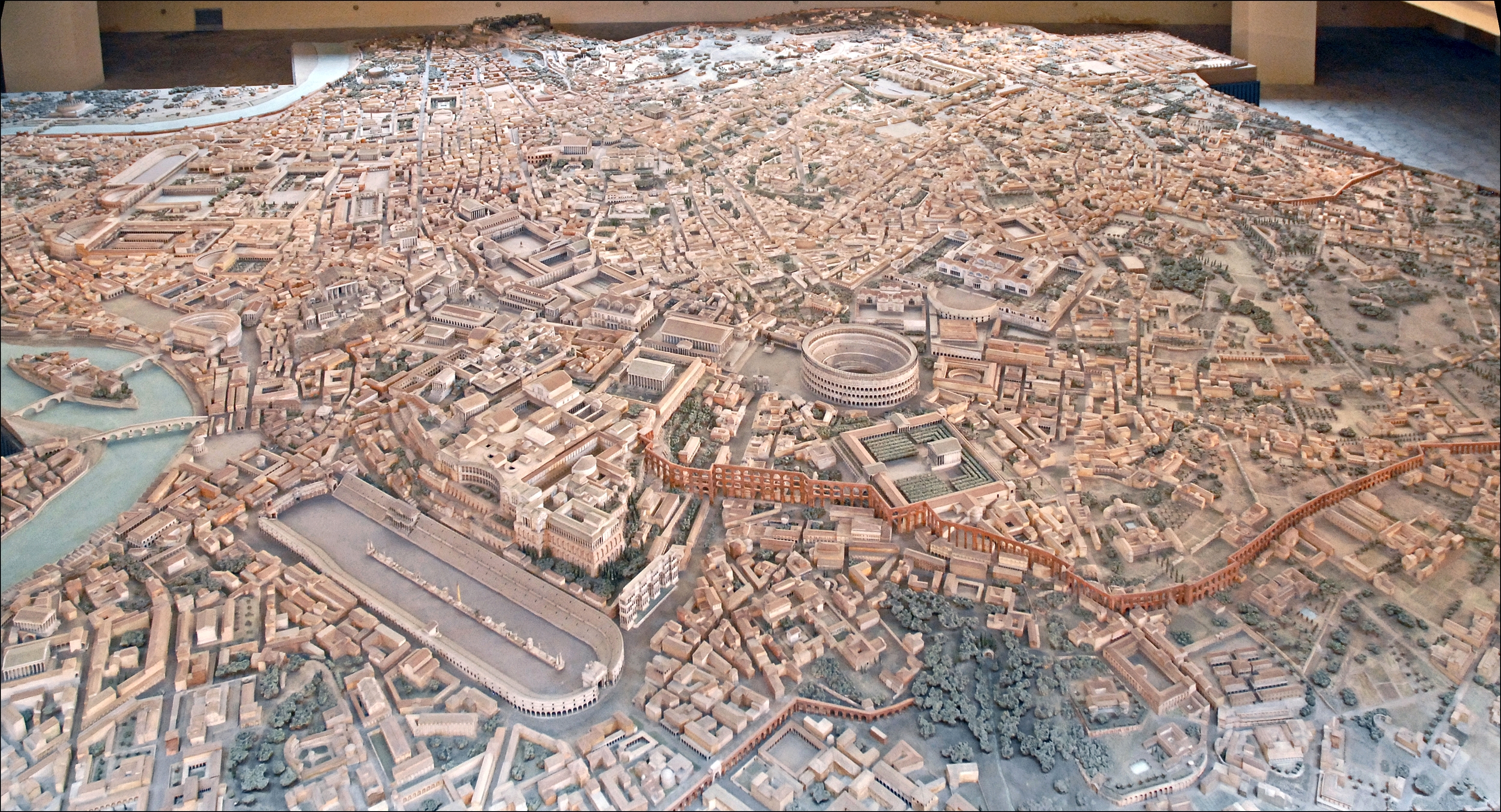
Modell des antiken Rom
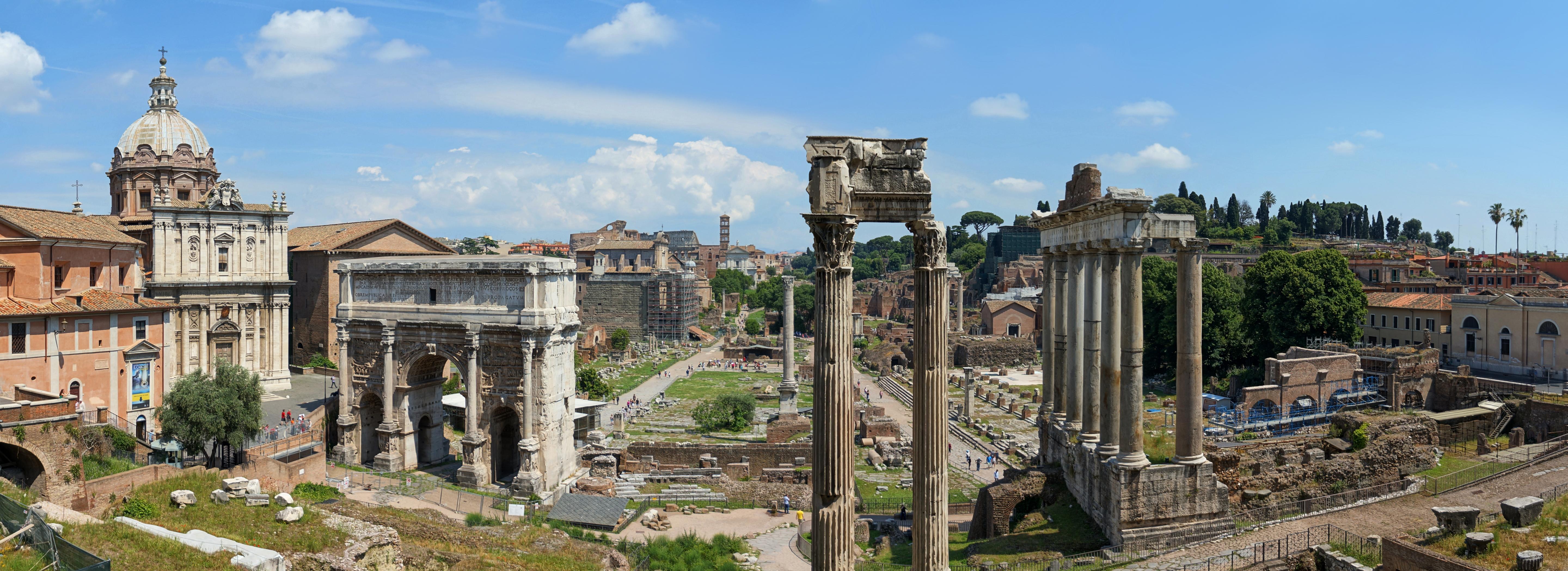
Überreste des Forum Romanum, Rom
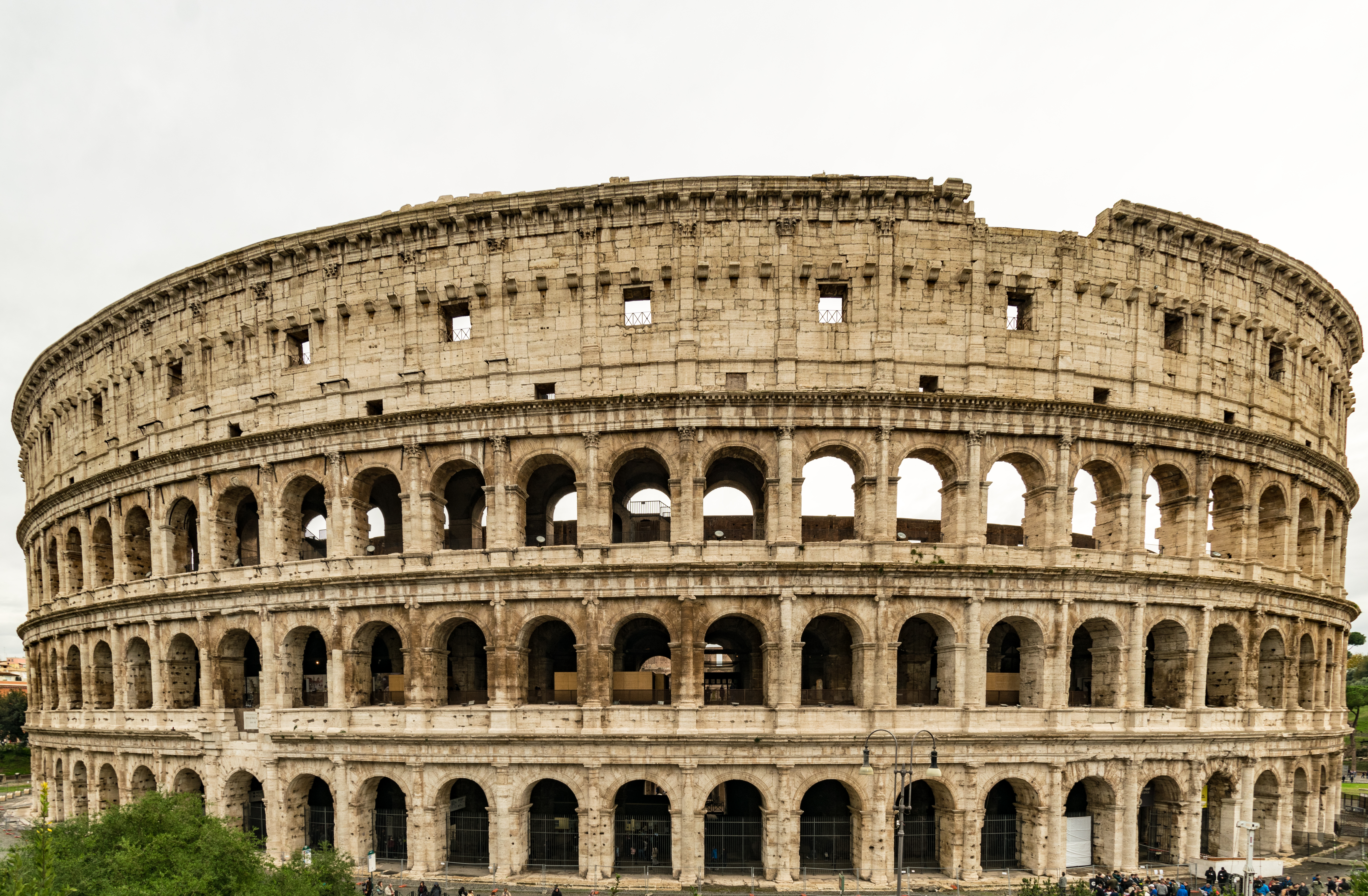
Kolosseum, Rom
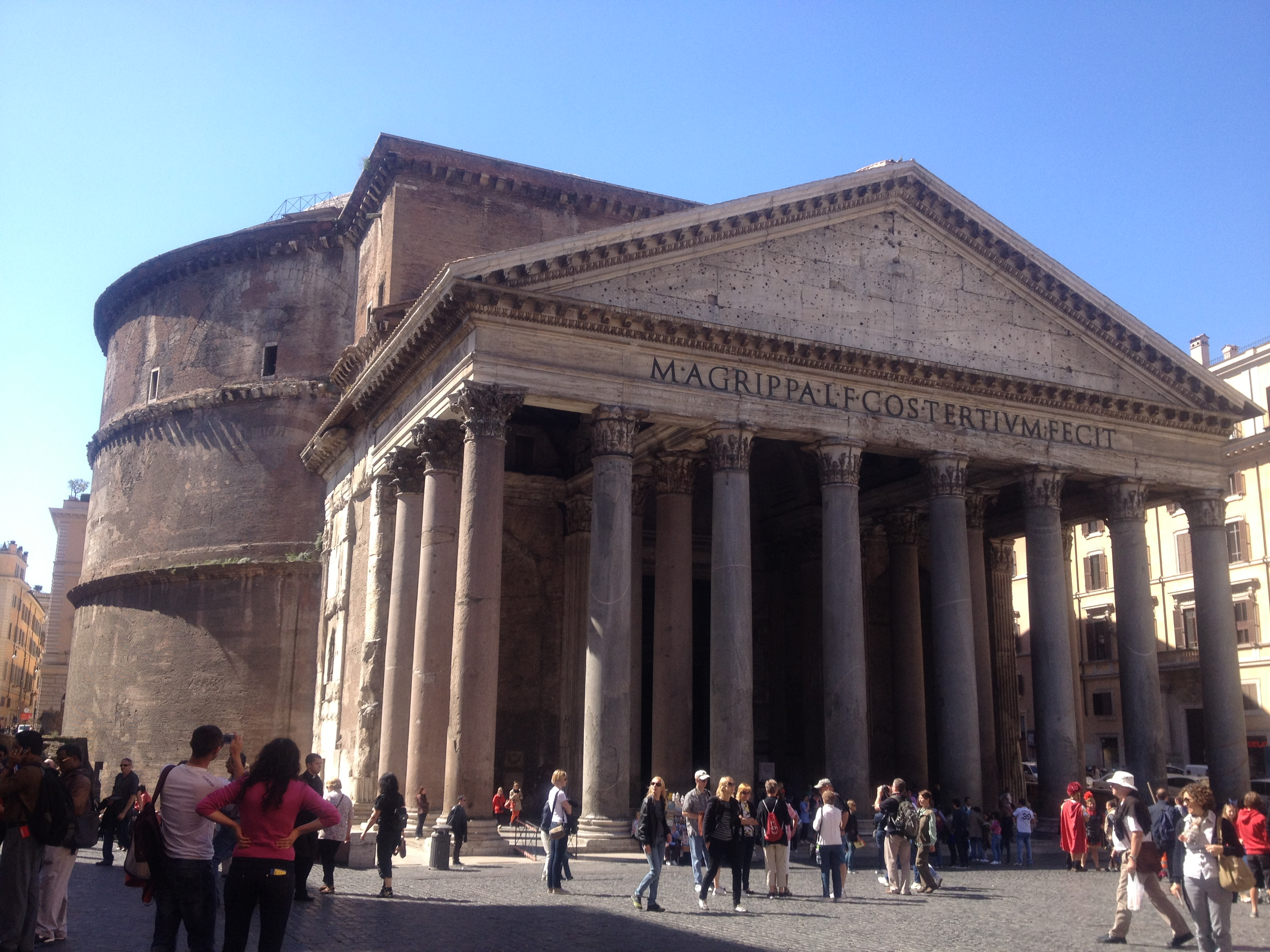
Pantheon, Rom
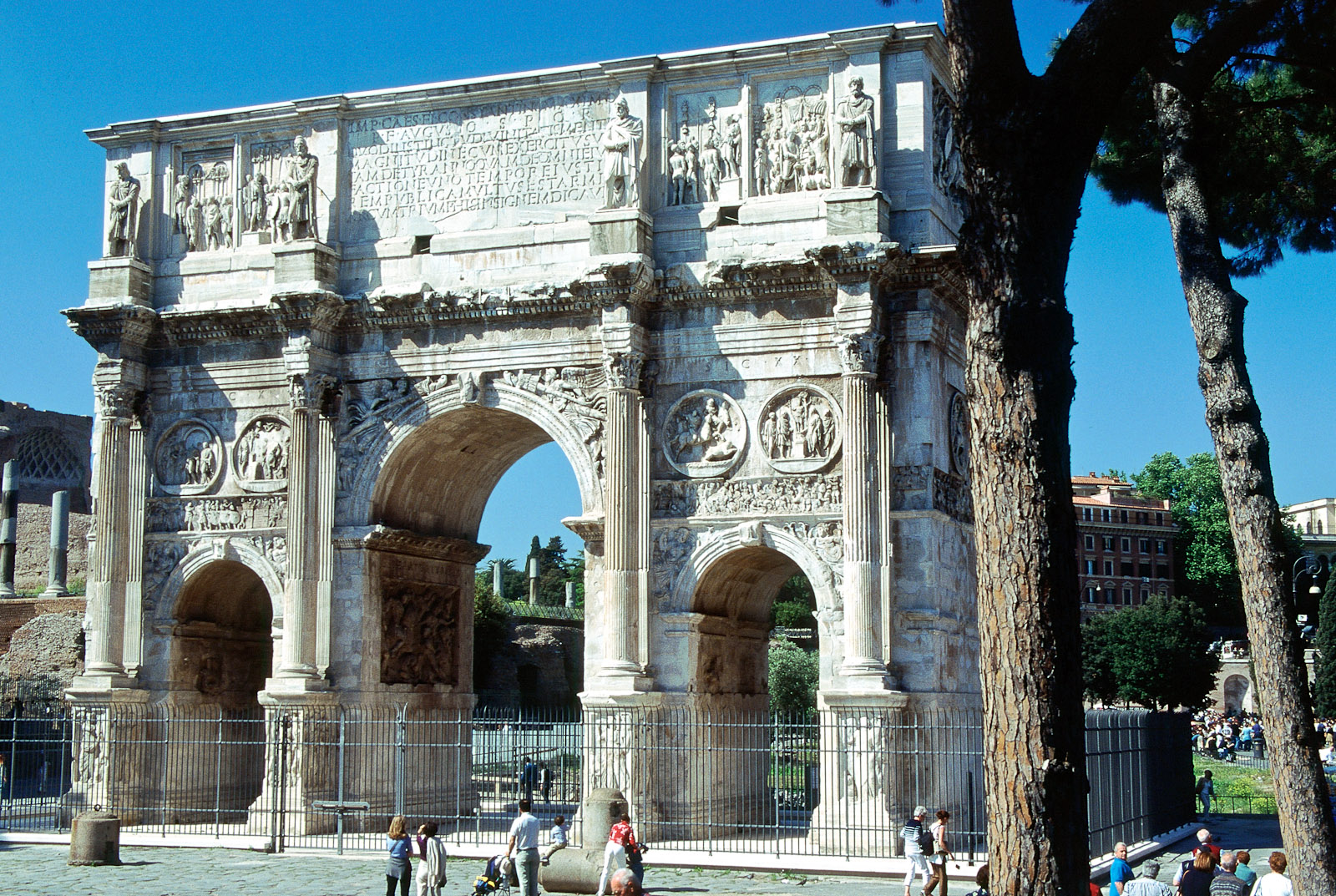
Konstantinsbogen, Rom
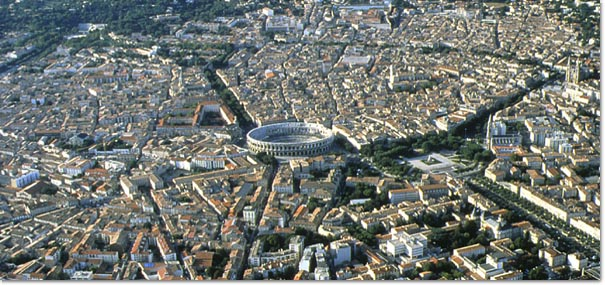
Amphitheater von Nîmes
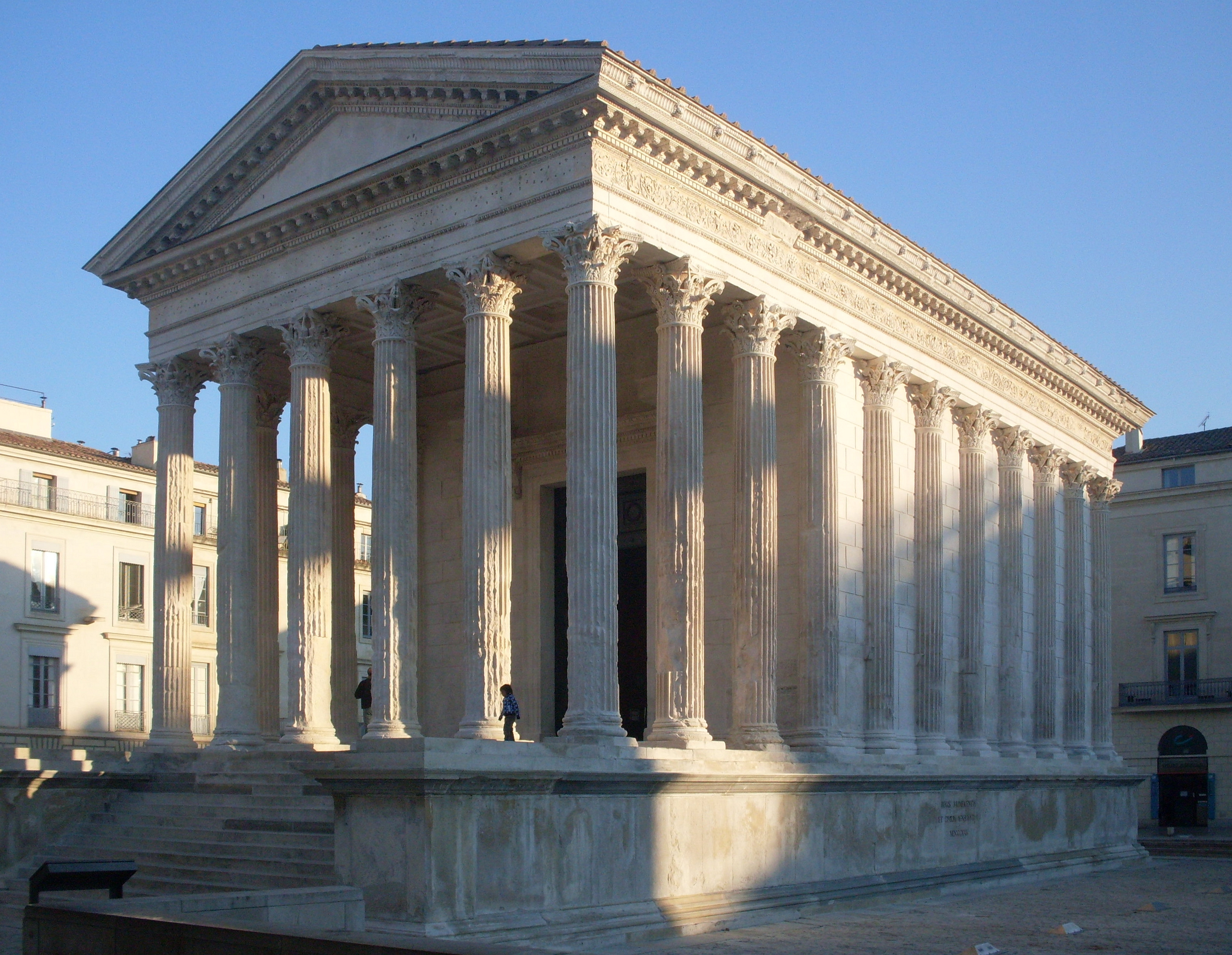
Maison Carrée, Nîmes
Pont du Gard, römisches Aquädukt in Südfrankreich
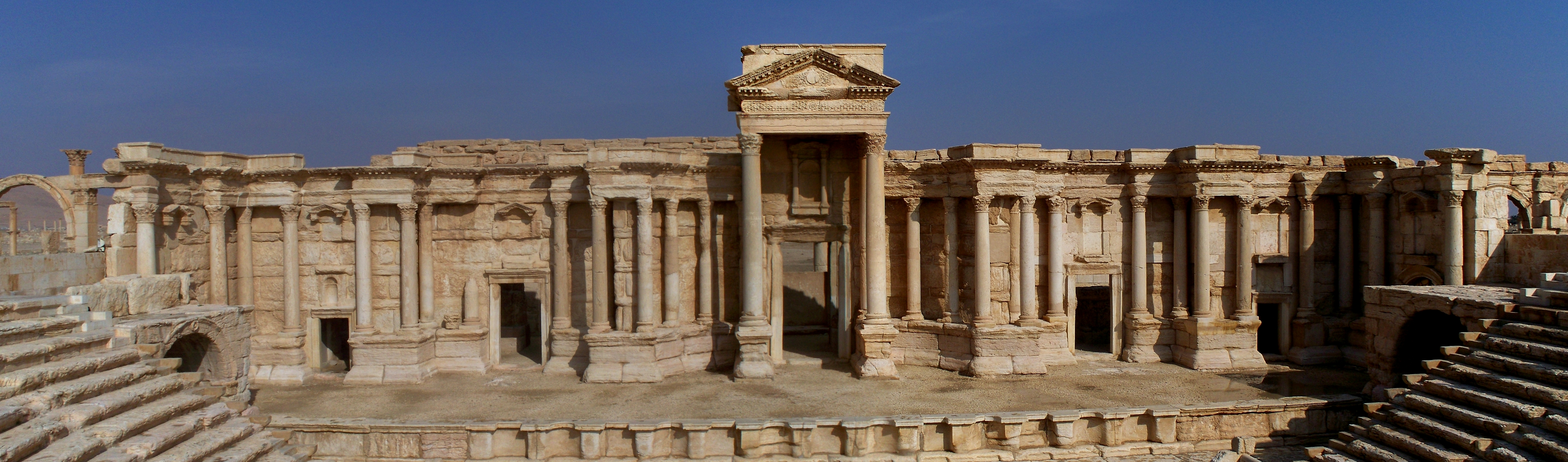
Bühne des römischen Theaters in Palmyra, Syrien

## Malerei

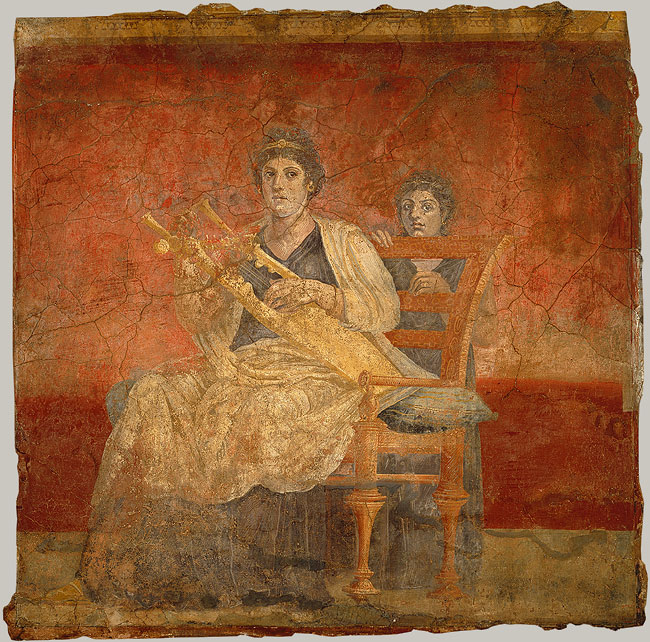
Fresko aus einer Villa in Boscoreale

Griechische Maler sind in früher Zeit nicht nur nach Etrurien, sondern auch nach Rom gelangt. So haben Damophilos und Gorgasos den 493 v. Chr. gebauten Tempel der Ceres mit Wandmalereien geschmückt. Auch aus den folgenden Jahrhunderten ist das Wirken einzelner griechischer Maler in Rom überliefert. Weil jedoch keine Werke aus dieser Zeit erhalten sind, ist über den Einfluss ihrer Kunst auf die einheimischen Maler nichts bekannt.

### Verlorene Tafelbilder
Anders gestalteten sich die Verhältnisse von der Zeit an, als Rom durch seine Kriege im Orient mit der griechischen Kultur unmittelbar in Berührung kam. Wie schon bei den plastischen Werken, so schmückte sich Rom nun auch mit den Meisterwerken der größten griechischen Maler. Schon für das 3. Jahrhundert vor Christus sind Tafelbilder bezeugt, die auf Triumphzügen mitgeführt und öffentlich aufgestellt wurden. Nach den vorhandenen Beschreibungen handelte es sich dabei hauptsächlich um volkstümliche Historienmalereien, die von den Triumphen der Feldherren berichteten, die gewonnenen Schlachten schilderten und die eroberten Länder beschrieben.
Tafel- und Leinwandbilder sind ganz verloren, so dass die heutige Kenntnis der römischen Malerei auf den dekorativen Wandmalereien aus Rom und besonders auf den von der Ascheschicht konservierten Fresken aus den vom Vesuv verschütteten Städten wie Pompeji und Herculaneum beruht. Sicher befinden sich darunter auch Kopien älterer Tafelbilder, jedoch ließen sich mit dieser Technik weder das Kolorit noch die Einzelheiten originalgetreu wiedergeben.

### Dekorative Wandmalerei
Seit dem 1. Jahrhundert v. Chr. entwickelte sich für die dekorative Malerei auf großen Wandflächen ein neuer Stil. Die ganze Mauer wurde in unterschiedlich verzierte Abschnitte unterteilt. Der sogenannte Erste Stil begnügte sich damit, farbige Marmorverkleidungen zu imitieren. Im Zweiten Stil der römischen Malerei kamen Architekturdarstellungen mit Säulen, Gebälk und Friesen hinzu, in die man Szenen nach berühmten Vorbildern einfügte. Dieser Architekturstil war im 1. Jahrhundert v. Chr. sehr beliebt, und die Maler steigerten seine Wirkung im Verlauf dieser Entwicklung durch Illusionsmalerei in Form von Scheinfenstern, mit denen sie dem Betrachter die Aussicht auf Landschaften bzw. zeitgenössische Gartenanlagen vorgaukelten.

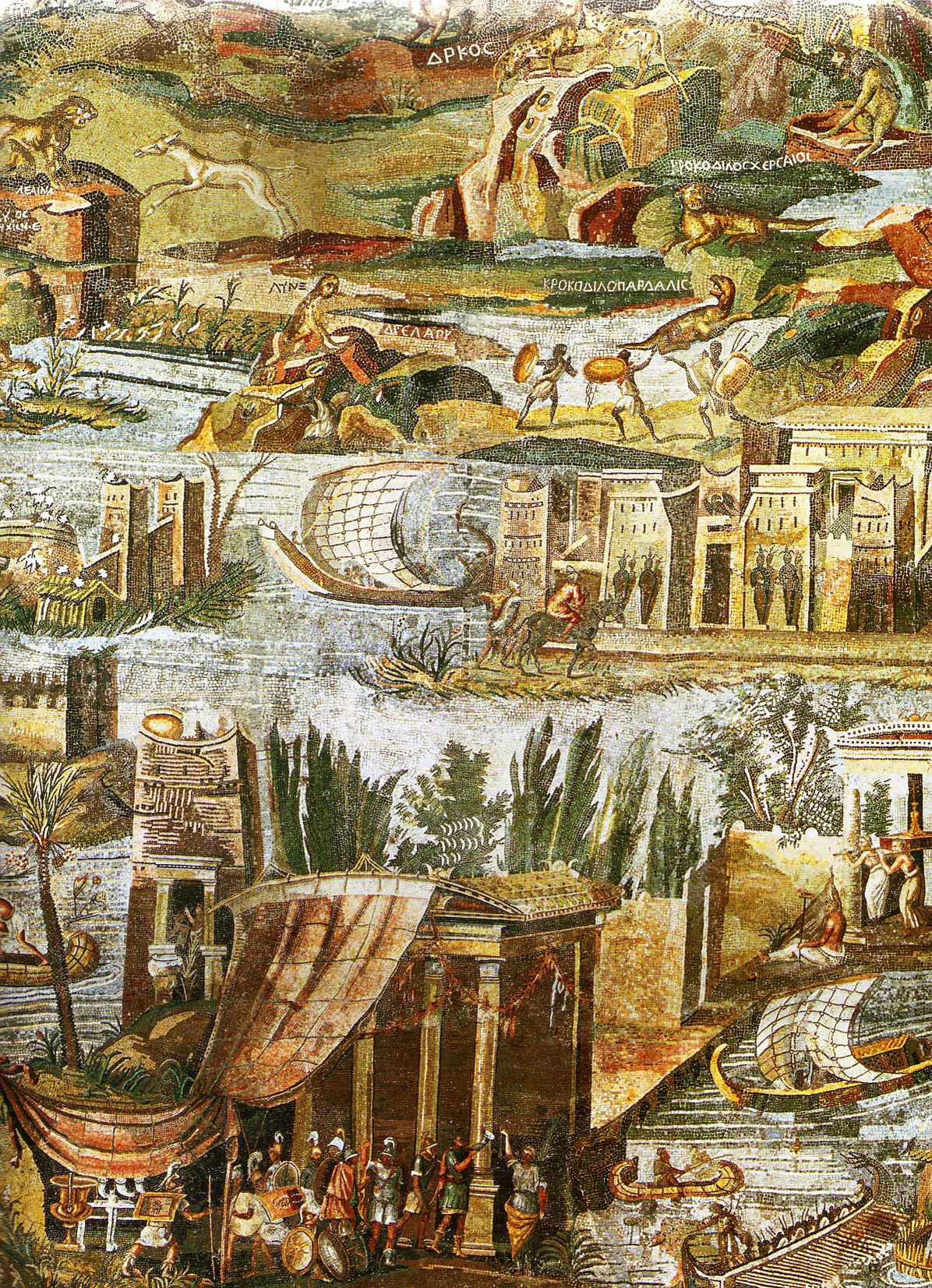
Das Mosaik Überschwemmung des Nils aus Praeneste

Gleichzeitig entstand ein weiterer Stil, der die Wand als Oberfläche behandelte, statt sie zu durchbrechen. In jedem breiten Wandfeld wurde in der Mitte entweder eine kleine Landschaft oder häufiger eine graziöse Figur, Amazonen oder Angehörige des Volksstammes der Arimaspen, dargestellt. Ihre harmonischen Linien verbinden sich mit phantastischen Architekturelementen, unwirkliche Säulen, Fahnen und Vorhänge, die das Feld begrenzen. Je nach Größe der architektonischen Komposition unterscheidet man heute einen Dritten und Vierten Stil. Das Goldene Haus des Nero war mit Gemälden des Dritten Stils und flachen Stuckreliefs geschmückt. Die Künstler der Renaissance bewunderten die graziösen Figuren, die sie Grotesken nannten, weil man sie in unterirdischen Gewölben (grotta) entdeckt hatte.
Hinsichtlich Proportionen, Plastizität (Licht und Schatten), Perspektive (Fluchtpunkt) und Verbläuungsprinzip (räumliche Tiefe) besaß die römische Malerei bereits eine hohe Qualität.
Zwischen 200 und 700 nach Christus begann die frühchristliche Kunst im weströmischen Stil.

### Mosaiken
Zur Ausstattung römischer Villen und Paläste gehörte auch das Mosaik, das Sulla nach seinen Feldzügen in Griechenland als spezielle Gattung der Maltechnik in Rom bekannt gemacht hatte. Die Technik, aus vielen kleinen Stein- oder Glasstücken, auch Teilen von Papier oder Stoffen, Muster oder Bilder entstehen zu lassen, erreichte ab dem 1. und 2. Jahrhundert ihre höchste Blüte. Mit der Freskenmalerei verwandte dekorative Elemente und figürliche Darstellungen breiteten sich anfänglich teppichgleich auf Fußböden, später auch an Decken und Wänden aus. Die Zahl der Motive war nahezu unbegrenzt; so finden sich Szenen aus der griechischen Mythologie, aus dem römischen Alltag, oder auch Darstellungen historischer Ereignisse wie zum Beispiel die Alexanderschlacht in Pompeji, andere gibt es in Delos. Besonders reizvoll sind die farbenfrohen Landschafts- und Naturdarstellungen aus Pompeji und Praeneste. In der Villa Romana del Casale auf Sizilien, die von einer Schlammlawine begraben und dadurch erhalten wurde, haben sich zahlreiche hochwertige Mosaiken, umgeben von der originalen Architektur, gefunden.

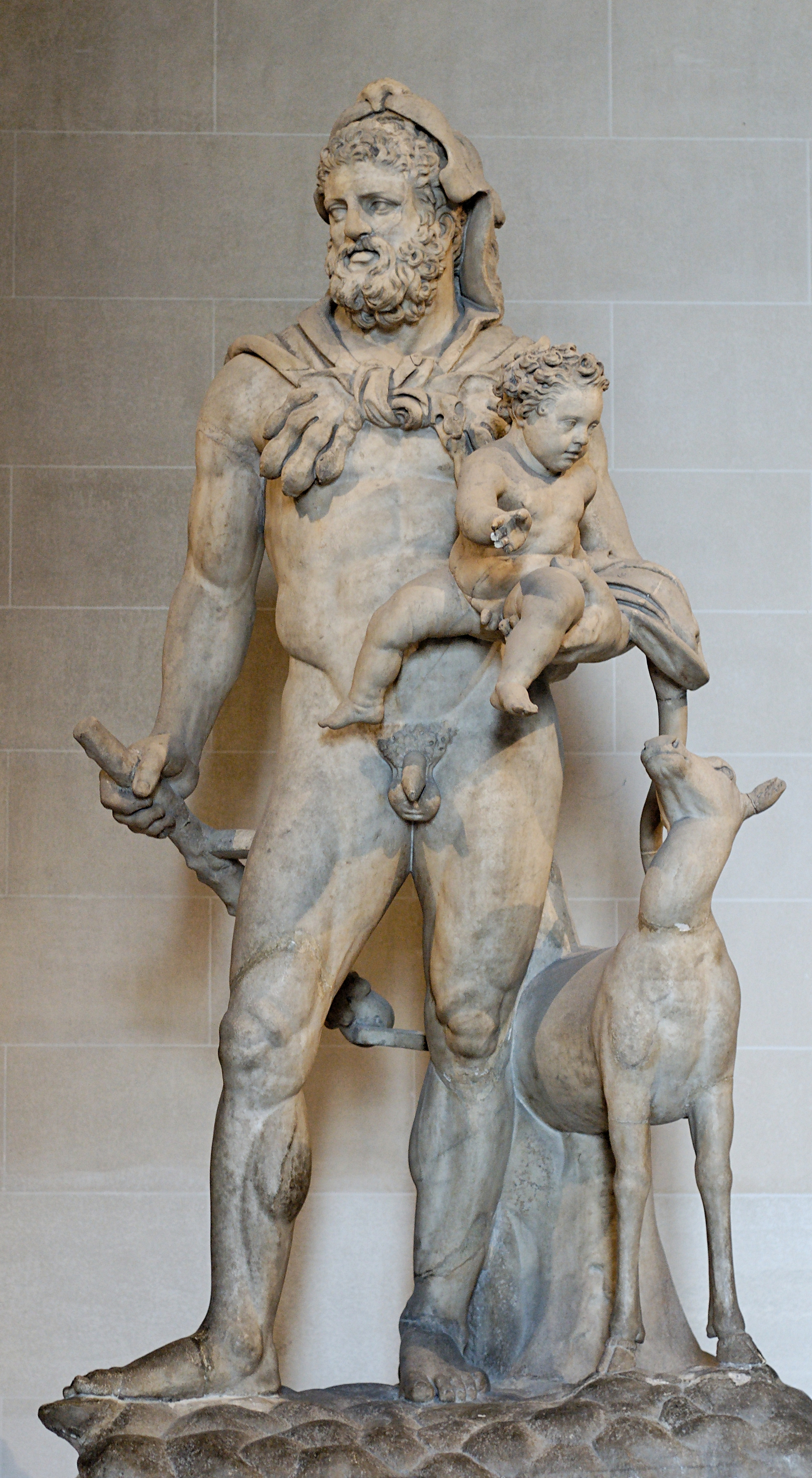
Herakles und Telephos

## Römische Bildhauerei
Die meisten der in römischer Zeit entstandenen freiplastischen Werke sind mehr oder weniger freie Kopien griechischer Originale. Eigenständige Leistungen der römischen Kunst sind am Ende der Republik entstandene Statuen und Porträtbüsten. Sie unterscheiden sich von den griechischen durch ihre natürliche, das reale Leben nüchtern auffassende Wiedergabe der Wirklichkeit; die damit verbundene Individualisierung erreichte ihren Höhepunkt unter Augustus. Dank dieser Wirklichkeitsnähe liefern sogar einige Büsten möglicherweise Hinweise auf Krankheitsbilder.

### Öffentliche Bildwerke
Neben dem privaten Porträtwerk war es in Rom schon früh üblich, Standbilder verdienter Männer öffentlich aufzustellen. Statuen und Büsten der Kaiser wurden in unzähliger Menge hergestellt, wobei das Schwergewicht naturgemäß auf einer idealisierenden Gestaltungsweise lag.
Aber auch die schlichte Individualisierung hatte ihren Platz; in solchen Bildniswerken wurden Kaiser in der Friedenstracht, der Toga, oder in der Kriegsrüstung, häufig auch zu Pferd oder auf dem Triumphwagen dargestellt. Das schönste erhaltene Werk dieser Art ist die Marmorstatue des Augustus im Vatikan. Auch die berühmte Reiterstatue des Marc Aurel auf der Piazza del Campidoglio in Rom gehört in diese Kategorie. Im Zuge der immer deutlicher herausgearbeiteten individuellen Merkmale sind im 3. Jahrhundert schließlich Charakterbildnisse entstanden, die auch eine Verzerrung des Ausdrucks nicht scheuen (Caracalla).

### Historische Reliefs
Auch beim historischen, die römischen Siege verherrlichenden Relief an öffentlichen Denkmälern, an Triumphbögen und Säulen findet die späthellenistische Kunst auf römischem Boden eine selbständige Fortentwicklung. Das betrifft sowohl die Inhalte der Darstellung, als auch den Stil, für den die starke Erhebung des Reliefs, die Menge und Gedrängtheit der Figuren, die Bewegtheit der Komposition sowie das Einfügen landschaftlicher Motive charakteristisch sind.

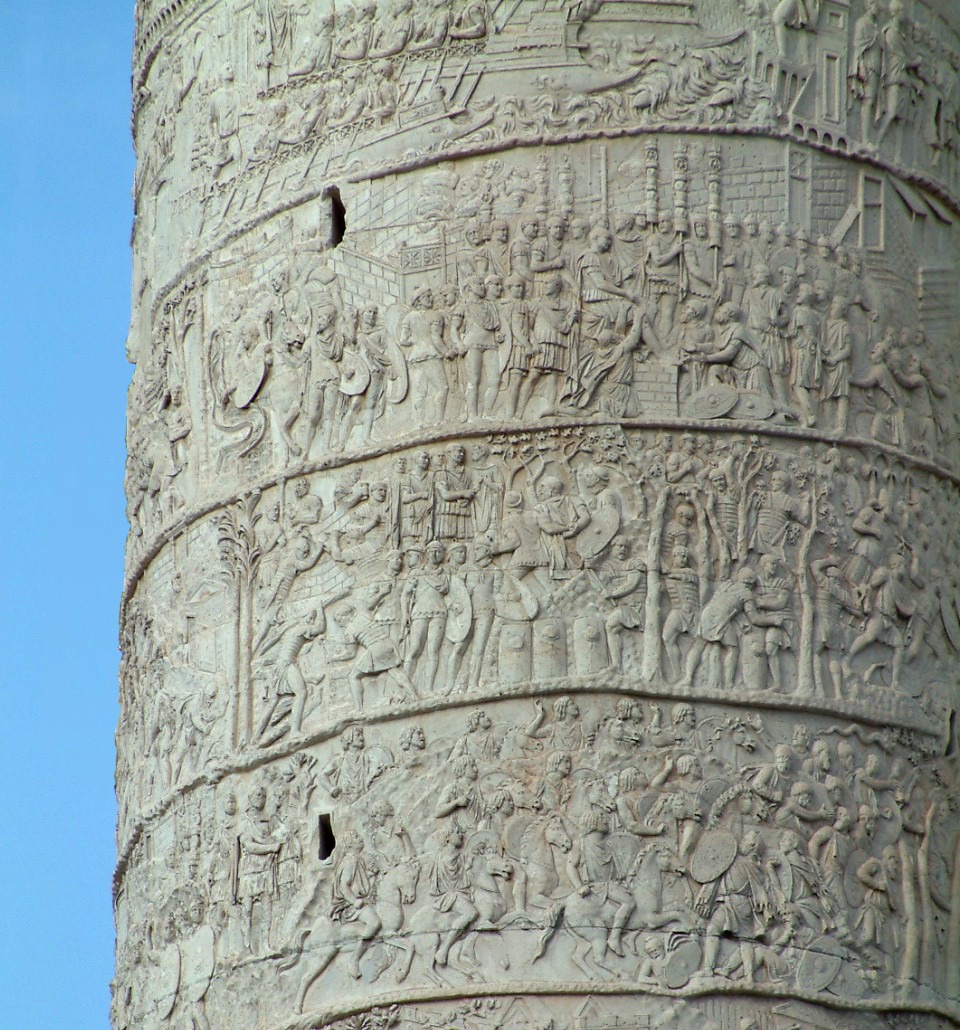
Relief an der Trajanssäule

Den Übergang zeigt das im 1. Jahrhundert errichtete, zweistöckige Kenotaph der Julier in Saint-Rémy-de-Provence (Südfrankreich) mit seinen großen Kampfdarstellungen; es ist das einzige erhaltene Werk dieser Art aus der Zeit des Augustus. Ihm folgen die Reliefs am Triumphbogen des Titus mit den Darstellungen der Apotheose des Kaisers und des Triumphes über Judäa. Dann die Trajanssäule am Forum Romanum, deren spiralartig um den ganzen Schaft sich hinziehenden Reliefs in einer Darstellung von 2500 Figuren den Sieg des Kaisers über die Daker feiern. Eine ähnlich figurenreiche Schilderung, die sich auf die Markomannenkriege bezieht und die wegen der realistisch treuen Wiedergabe der germanischen Völkerschaften interessant ist, schmückt die Mark-Aurel-Säule auf der Piazza Colonna in Rom. Das letzte, größere selbständige Werk dieser Art, der Triumphbogen des Septimius Severus mit den Szenen aus den Kriegszügen am Euphrat und Tigris, stammt aus dem Jahr 203. Schon hier zeigen sich in der Überfrachtung und Leblosigkeit der Darstellung die Spuren des beginnenden Verfalles, der in der Folgezeit rasch fortschreitet.

### Private Bildwerke
Im Gegensatz zu den öffentlichen Monumenten, die die geschichtlichen Ereignisse verewigen, tritt das National-Römische in den privaten Bildwerken vor allem in der späteren Kaiserzeit stark zurück. Unter ihnen überwiegen, wenigstens der Zahl nach, die Grabdenkmäler. In den massenhaft erhaltenen Sarkophagen zeigt sich die große Produktivität der Kunst auch noch im 3. Jahrhundert. Die meisten dieser Sarkophage sind jedoch künstlerisch und handwerklich von eher mittelmäßiger Qualität, und nur relativ selten finden sich kunstvoll und sorgfältig ausgeführte Stücke.

## Sammlungen
Zu den bedeutendsten Sammlungen römischer Skulptur, Mosaiken und Malerei gehören:
- Vatikanische Museen, insbesondere Museo Chiaramonti und Museo Pio-Clementino
- Kapitolinische Museen, Rom
- Museo Nazionale Romano, Rom (5 Standorte)
- Archäologisches Nationalmuseum Neapel, mit Fundstücken aus den beiden Großgrabungen in Pompeji und Herkulaneum
- Louvre, Paris: Römische Antikensammlung

In Deutschland:
- Römisch-Germanisches Museum, Köln
- Rheinisches Landesmuseum, Trier
- Glyptothek, München: römische Skulpturen
- Antikensammlung Berlin: römische Sammlung im Alten Museum